# 拉蘇斯山脈
拉蘇斯山脈（英語：Lassus Mountains）是南極洲的山脈，位於亞歷山大一世島西北部，長28公里、寬6公里，最高點海拔高度2,100米，該山脈在1821年1月9日由俄羅斯探險隊發現。